# Nice (California)
Nice es un lugar designado por el censo en el condado de Lake en el estado estadounidense de California. En el año 2000 tenía una población de 2,509 habitantes y una densidad poblacional de 440 personas por km².

## Geografía
Nice se encuentra ubicado en las coordenadas 39°7′N 122°50′O / 39.117, -122.833. Según la Oficina del Censo, la ciudad tiene un área total de 5,7 km² (2,2 mi²), de la cual 5,7 km² (2,2 mi²) es tierra y 0 km² (0 mi²) (0%) es agua.

## Demografía
Según la Oficina del Censo en 2000 los ingresos medios por hogar en la localidad eran de $24,340, y los ingresos medios por familia eran $28,358. Los hombres tenían unos ingresos medios de $29,444 frente a los $18,725 para las mujeres. La renta per cápita para la localidad era de $13,173. Alrededor del 25.4% de la población estaban por debajo del umbral de pobreza.